# 寛政異学の禁
寛政異学の禁（かんせいいがくのきん）は、寛政2年5月24日（1790年7月6日）、江戸幕府老中・松平定信が寛政の改革で行った学問の統制である。

## 概要
江戸幕府による朱子学を中心とした儒学政策は、徳川家康の林羅山登用に始まり、徳川綱吉の湯島聖堂建設で最高潮に達した。その後、徳川吉宗が理念的な朱子学よりも実学を重んじたこと、加えて古学（山鹿素行、伊藤仁斎、荻生徂徠（古文辞学派））や折衷学派などが流行したこともあって朱子学は不振となり、湯島聖堂の廃止さえも検討された（『甲子夜話』）。
松平定信が老中となると、田沼意次時代の天明の大飢饉を乗り越え、低下した幕府の指導力を取り戻すために、儒学のうち農業と上下の秩序を重視した朱子学を正学として復興させ、また当時流行していた古文辞学や古学を「風俗を乱すもの」として規制を図った。
そこで寛政2年（1790年）5月24日に大学頭林信敬に対して林家の門人が古文辞学や古学を学ぶことを禁じることを通達し、幕府の儒官である柴野栗山・岡田寒泉に対しても同様の措置を命じた。更に湯島聖堂の学問所における講義や役人登用試験も朱子学だけで行わせた。また、林信敬の補佐として柴野・岡田に加えて尾藤二洲や古賀精里を招聘して幕府儒官に任じ、さらに荒廃していた湯島聖堂の改築を行った。寛政4年（1792年）9月13日には旗本・御家人の子弟を対象として朱子学を中心とした「学問吟味」を実施させた。
寛政5年（1793年）4月に定信主導の学制改革に必ずしも協調的とは言えなかった大学頭林信敬が嗣子の無いまま急死すると、幕府はその養子縁組にも介入し、譜代大名松平乗薀の子である乗衡を養子として送り込み、林家の湯島聖堂への影響力を抑制した。そして同年7月の松平定信の老中辞任後も将軍徳川家斉の意向によってこの政策は継承され、湯島聖堂から学問所を切り離して林家の運営から幕府直轄の昌平坂学問所に変更した。寛政11年（1799年）11月には定信時代からの懸案であった湯島聖堂の改築が完成し、以前よりも敷地・施設よりも大規模なものとなった。享和元年（1801年）4月20日には将軍徳川家斉が徳川家宣以来絶えていた湯島聖堂参詣を行い、ここに定信の正学復興の意図はほぼ完成した。
ただし、「寛政異学の禁」の本来の趣旨は昌平坂学問所などの幕府教育機関における異学の講義を禁じることを意図しており、国内の異学派による学問や講義を禁じられたわけではない。例えば、幕末期に昌平坂学問所の儒官であった佐藤一斎は元々陽明学を学んでいたため、学問所では朱子学を、自宅では陽明学を教授していたが、学問所での講義でも朱子学の学説について一通り論じた後に、本来は異学の禁に反する朱子学と陽明学の比較にしばしば踏み込んだ話をしたという。また、諸藩の藩校における教育方針を規制するものではなかったものの、幕府の動向を見た各地の藩校ではこれにならうものも出、朱子学に反対する学問を唱えていた儒者は生徒が少なくなり困窮したものもあったという。
なお、異学の禁に反対した儒者5名（亀田鵬斎、山本北山、冢田大峯、豊島豊洲、市川鶴鳴）を特に寛政の五鬼という。